# L-キシルロキナーゼ
L-キシルロキナーゼ(L-xylulokinase、EC 2.7.1.53)は、以下の化学反応を触媒する酵素である。
ATP + L-キシルロース {\displaystyle \rightleftharpoons } ADP + L-キシルロース-5-リン酸
従って、この酵素の基質はATPとL-キシルロースの2つ、生成物はADPとL-キシルロース-5-リン酸の2つである。
この酵素は転移酵素、特にアルコールを受容体とするホスホトランスフェラーゼに分類される。この酵素の系統名は、ATP:L-キシルロース 5-ホスホトランスフェラーゼ(ATP:L-xylulose 5-phosphotransferase)である。この酵素は、ペントースとグルクロン酸の相互変換及びアスコルビン酸とアルダル酸の代謝に関与している。